# Lista odcinków serialu anime Fullmetal Alchemist
Poniżej znajduje się lista odcinków serialu anime Fullmetal Alchemist. Anime powstało na podstawie mangi autorstwa Hiromu Arakawy. Było emitowane w latach 2003-2004.
| # | Tytuł | Premiera w Japonii   | Premiera w Polsce |
| --- | --- | -------------------- | ----------------- |
| 01 | Walka ze Słońcem Taiyō ni Idomu Mono (太陽に挑む者) | 4 października 2003  | 1 marca 2007      |
| Ed oraz Al w mieście Lior na wschodniej granicy przeprowadzają dochodzenie w sprawie duchownego, który może czynić cuda. | |                      |                   |
| 02 | Ukarane ciała Kinki no Karada (禁忌の身体) | 11 października 2003 | 2 marca 2007      |
| Braciom udaje się odkryć prawdę o Kamieniu Filozoficznym ojca Cornello. Wcześniej jednak Ed zostaje złapany i uwięziony. | |                      |                   |
| 03 | Matka Okaa-san...... (おかあさん……) | 18 października 2003 | 3 marca 2007      |
| W odcinku pokazane są wspomnienia z czasów kiedy Ed i Al próbowali przywrócić życie swojej matki używając trasmutacji. Próba kończy się straszliwym niepowodzeniem. | |                      |                   |
| 04 | Transmutacja miłości Ai no Rensei (愛の錬成) | 25 października 2003 | 4 marca 2007      |
| Podczas podróży do Centrali, Ed i Al zbaczają z trasy, żeby spotkać alchemika o imieniu Majhal, który często występował w korespondencji ich ojca. Po przybyciu do wioski dowiadują się, że "zombie" terroryzują mieszkańców. | |                      |                   |
| 05 | Pędź, mechaniczna zbrojo Shissou! Ōtomeiru (疾走！機械鎧（オートメイル）) | 1 listopada 2003     | 5 marca 2007      |
| Podczas podróży pociągiem do Centrali w celu odbycia Egzaminu na Państwowego Alchemika, pociąg zostaje zajęty przez terrorystów, którzy biorą generała Hakuro i jego rodzinę jako zakładników. Domagają się uwolnienia ich lidera z więzienia. | |                      |                   |
| 06 | Egzamin na Państwowego Alchemika Kokka Renkinjutsushi Shikaku Shiken (国家錬金術師資格試験)                                                                                       | 8 listopada 2003     | 6 marca 2007      |
| Ed i Al docierają do Centrali i zatrzymują się u sławnego alchemika, specjalizującego się w tworzeniu chimer – Shou Tuckera. Zaczynają przygotowywać się do egzaminu. | |                      |                   |
| 07 | Wieczorny płacz chimery Kimera ga Naku Yoru (合成獣(キメラ)が哭く夜) | 15 listopada 2003    | 7 marca 2007      |
| Ed chce się dowiedzieć coś o chimerze, którą Tucker stworzył 2 lata wcześniej. Gdy wychodzi z biblioteki po raz pierwszy spotyka Scara. Shou Tucker zmienia swoją córkę (Ninę) i psa (Alexandra) w chimerę. | |                      |                   |
| 08 | Kamień filozoficzny Kenja no Ishi (賢者の石) | 22 listopada 2003    | 8 marca 2007      |
| W Centrum dochodzi do seryjnych morderstw dokonanych na kobietach. Braci Elric odwiedza Winry. Zostaje porwana przez mordercę, ale Ed ją ratuje. | |                      |                   |
| 09 | Srebrny zegarek Wojskowego Kundla Gun no Inu no Gindokei (軍の狗＜いぬ＞の銀時計)                                                                                                 | 29 listopada 2003    | 9 marca 2007      |
| Bracia Elric przybywają do Youswell by przeprowadzić inspekcję kopalni. Yoki – nieuczciwy zarządca tej kopalni chce przekupić Eda, by wystawił mu dobrą ocenę. Jednak Stalowemu udaje się go przechytrzyć. | |                      |                   |
| 10 | Złodziejska Syrena Kaitō Sairēn (怪盗サイレーン) | 6 grudnia 2003       | 10 marca 2007     |
| Ed i Al przybywają do miasta Aquroya w celu dowiedzenia się czegoś na temat Kamienia Filozoficznego. W szpitalu poznają pielęgniarkę, która później okazuje się być złodziejką o pseudonimie Syrena. | |                      |                   |
| 11 | Kamienista ziemia cz. 1 Sareki no Daichi, Zenpen (砂礫の大地•前編) | 13 grudnia 2003      | 11 marca 2007     |
| Za namową Syreny bracia Elric przybywają do miasta Xenotime, gdzie podobno prowadzone są badania nad Kamieniem Filozoficznym. Odkrywają tam dwóch młodych alchemików, którzy podszywają się pod nich. | |                      |                   |
| 12 | Kamienista ziemia cz. 2 Sareki no Daichi, Kōhen (砂礫の大地•後編) | 20 grudnia 2003      | 12 marca 2007     |
| Bracia Elric z pomocą braci Tringum starają się zniszczyć źródło Czerwonej Cieczy, które zagraża zdrowiu ludzi z Xenotime. | |                      |                   |
| 13 | Płomień kontra Stal Honō VS Hagane (焔ＶＳ鋼) | 27 grudnia 2003      | 13 marca 2007     |
| Edward chce dowiedzieć się czegoś na temat doktora Marcoh. Gdy pułkownik nie chce udzielić mu informacji, Ed wyzywa go na pojedynek. | |                      |                   |
| 14 | Prawe Ramię Zagłady Hakai no Migite (破壊の右手) | 10 stycznia 2004     | 14 marca 2007     |
| Bracia odnajdują doktora Marcoh, jednak do akcji wkracza Scar. | |                      |                   |
| 15 | Masakra w Ishbalu Ishuvāru Gyakusatsu (イシュヴァール虐殺) | 17 stycznia 2004     | 15 marca 2007     |
| Doktor Marcoh podczas ucieczki przed Scarem i wojskiem wyjaśnia braciom szczegóły na temat wojny w Ishbalu. | |                      |                   |
| 16 | Utracona rzecz Ushinawareta mono (失われたもの) | 24 stycznia 2004     | 16 marca 2007     |
| W drodze do Risembool gubi się Al. Poszukujący go Edward spotyka weterana wojennego bez jednej nogi. Tymczasem Alphonse zostaje ukradziony przez chłopca, który dzięki zbroi ma nadzieję pokonać swoich wrogów. | |                      |                   |
| 17 | Dom, w którym czeka kochająca rodzina Kazoku no Matsu Ie (家族の待つ家) | 31 stycznia 2004     | 17 marca 2007     |
| Po czterech latach Ed i Al wracają do rodzinnego miasta Risembool, aby naprawić kończyny Edwarda. | |                      |                   |
| 18 | Notatki Marcoha Marukō Nōto (マルコー·ノート) | 7 lutego 2004        | 18 marca 2007     |
| W Centrali Ed i Al poszukują notatek Marcoha. Niestety, dział biblioteki, w którym się znajdowały, doszczętnie spłonął. Zapiski zostają jednak odtworzone przez dziewczynę o imieniu Sheska. | |                      |                   |
| 19 | Prawda skrywa inną prawdę Shinjitsu no Oku no Oku (真実の奥の奥) | 14 lutego 2004       | 19 marca 2007     |
| | |                      |                   |
| 20 | Dusza Strażnika Shugosha no Tamashii (守護者の魂) | 21 lutego 2004       | 20 marca 2007     |
| | |                      |                   |
| 21 | Czerwona poświata Akai Kagayaki (紅い輝き) | 28 lutego 2004       | 21 marca 2007     |
| | |                      |                   |
| 22 | Sztuczni ludzie Tsukurareta Ningen (造られた人間) | 6 marca 2004         | 22 marca 2007     |
| | |                      |                   |
| 23 | Stalowe Serce Hagane no Kokoro (鋼のこころ) | 13 marca 2004        | 23 marca 2007     |
| | |                      |                   |
| 24 | Wiążące Wspomnienia Omoide no Teichaku (思い出の定着) | 20 marca 2004        | 24 marca 2007     |
| | |                      |                   |
| 25 | Pożegnanie Wakare no Gishiki (別れの儀式) | 27 marca 2004        | 25 marca 2007     |
| Ed z Alem zaprzestają poszukiwania Kamienia Filozoficznego – przynajmniej tak mówią Hughesowi. W rzeczywistości jadą na poszukiwanie Scara. Winry udaje się razem z nimi, ponieważ chce zwiedzić do miasta Rush Valley, które jest po drodze. W tym czasie podpułkownik Hughes bada sprawę homunuklusów. Dowiaduje się jednak za dużo i zostaje zamordowany przez Envy'ego. | |                      |                   |
| 26 | Jej powód Kanojo no Riyū (彼女の理由) | 3 kwietnia 2004      | 26 marca 2007     |
| Bohaterowie trafiają do miasta Rush Valley, mekki mechaników i protetyków. Ed zostaje wyzwany do siłowania się na rękę automatyczną i korzystając z alchemii wyrywa rękę przeciwnikowi. Kiedy Winry dowiaduje się w jaki sposób Ed wygrał, ma mu za złe, że oszukiwał zamiast wygrać uczciwie i ucieka. Spotyka dziewczynę z protezami zamiast ręki i nogi i pomaga jej. W zamian prosi ją, żeby ukradła zegarek Eda, a później każe Stalowemu złapać złodziejkę, aby udowodnić mu, że zbroja którą ona zrobiła jest najlepsza, nawet bez posługiwania się alchemią. | |                      |                   |
| 27 | Nauczyciel Sensei (センセイ) | 10 kwietnia 2004     | 27 marca 2007     |
| Ed i Al przypadkiem spotykają swoją nauczycielkę – Izumi Curtis. Boją się jednak powiedzieć jej o nieudanej transmutacji człowieka. | |                      |                   |
| 28 | Jedno jest Wszystkim, a Wszystko jest Jednym Ichi wa Zen, Zen wa Ichi (一は全、全は一)                                                                                            | 17 kwietnia 2004     | 28 marca 2007     |
| Bracia zostają przywiezieni przez Izumi na bezludną wyspę. Wspominają trening, który kiedyś tam odbyli. | |                      |                   |
| 29 | Nieczyste Dziecko Yogore Naki Kodomo (汚れなき子ども) | 24 kwietnia 2004     | 29 marca 2007     |
| Przed opuszczeniem wyspy Ed, Al i Izumi spotykają tam dziwne dziecko, które potrafi używać alchemii. Izumi zabiera je do swojego domu w Dublith. | |                      |                   |
| 30 | Atak Dowództwa Południowego Nanpō Shireibu Shūgeki (南方司令部襲撃) | 1 maja 2004          | 30 marca 2007     |
| W Dublith pojawiają się major Armstrong i pułkownik Archer. Archera bardzo interesuje sprawa Izumi i tajemniczego dziecka. | |                      |                   |
| 31 | Grzech Tsumi (罪) | 8 maja 2004          | 31 marca 2007     |
| Envy, korzystając z zamętu, jaki zapanował w Południowej Kwaterze, przemieniony w Kinga Bradleya zabiera dziecko od Izumi. Daje mu Czerwony Kamień, co sprawia, że ten przypomina sobie o swojej przeszłości. Sig opowiada Winry o tym, co zaszło 15 lat temu; Wrath, gdyż tak został nazwany nowy homunkulus, to zmarły syn Izumi, którego próbowała wskrzesić. | |                      |                   |
| 32 | Dante z głębokiego lasu Fukai Mori no Dante (深い森のダンテ) | 15 maja 2004         | 1 kwietnia 2007   |
| Ed i Al poznają dawną nauczycielkę Izumi, Dante. Przebywają w jej domu, gdy zostają zaatakowani przez chimery pod wodzą homonkulusa o imieniu Greed. | |                      |                   |
| 33 | Uprowadzenie Al'a Torawareta Aru (囚われたアル) | 29 maja 2004         | 2 kwietnia 2007   |
| Al zostaje porwany przez chimery do baru Devil's Nest. Okazuje się, że Greed chce poznać tajemnicę jego ciała. | |                      |                   |
| 34 | Logika Chciwości Gōyoku no Riron (強欲の理論) | 5 czerwca 2004       | 3 kwietnia 2007   |
| Po ataku wojska wszyscy uciekają z Devil's Nest. Chimery (oprócz Marty) zostają wybite, a Greed zostawia Martę i Ala w lesie, a sam idzie do domu Dante. "Lyra" używa kręgu osłabia Greeda. Edward przychodzi i zauważywszy martwe ciało Dante, posądza Greeda o zabójstwo i walczy z nim. Gdy wygrywa, ten zdradza mu, jak unicestwiać homunkulusy. | |                      |                   |
| 35 | Zjednoczenie Upadłych Gusha no Saikai (愚者の再会) | 12 czerwca 2004      | 4 kwietnia 2007   |
| Lust spotyka człowieka z jej przeszłości. Tymczasem Edward, Alphonse i Winry rozpoczynają podróż do Ishbalu. | |                      |                   |
| 36 | Wyklęty Człowiek Wagauchi Naru Togabito (我が内なる科人＜トガビト＞) | 19 czerwca 2004      | 5 kwietnia 2007   |
| Ed i Al pomagają grupie ishbalskich uchodźców w nadziei, że dowiedzą się więcej o wojnie w Ishbalu i Kamieniu Filozoficznym. | |                      |                   |
| 37 | Płomienny Alchemik, Zadanie dla Podporucznika i Tajemnica 13-ego Hangaru Honō no Renkinjutsushi Tatakau Shōi-san Dai-Jūsan Sōko no Kai (焔の錬金術師 戦う少尉さん 第十三倉庫の怪) | 26 czerwca 2004      | 6 kwietnia 2007   |
| Humorystyczny odcinek, w którym nie występują bracia Elric. Głównymi bohaterami są Mustang i jego podkomendni. | |                      |                   |
| 38 | Z Prądem Kawa no Nagare ni (川の流れに) | 3 lipca 2004         | 7 kwietnia 2007   |
| Między braćmi dochodzi do kłótni. Alphonse spotyka Martę. Tymczasem Winry spotyka się ze Sheską i postanawiają odkryć tajemnicę śmierci generała Hughesa. | |                      |                   |
| 39 | Rebelia na Wschodzie Tōhō Naisen (東方内戦) | 10 lipca 2004        | 8 kwietnia 2007   |
| Mustanga niepokoi fakt przywrócenia Kimbleyowi statusu państwowego alchemika. W Liorze Scar ciągnie za sobą ogromny głaz. Tymczasem Marta opowiada Edwardowi i Alphonse'owi o Ishbalu. | |                      |                   |
| 40 | Scar Kizuato (傷痕) | 17 lipca 2004        | 9 kwietnia 2007   |
| Alphonse i Marta są zszokowani odkryciem powrotu Kimbleya do armii. Edward dotarł do Lior, gdzie jego walka ze Scarem zostaje przerwana przez Lust i Gluttony'ego. Marta odkrywa, że King Bradley jest homunkulusem, co przypłaca życiem. | |                      |                   |
| 41 | Święta Matka Seibo (聖母) | 24 lipca 2004        | 10 kwietnia 2007  |
| | |                      |                   |
| 42 | Nie znając Jego imienia Ka no na o Shira zu (彼の名を知らず) | 24 lipca 2004        | 11 kwietnia 2007  |
| Zbroja Alphonse'a powoli przeistacza się w materiał wybuchowy po ataku Kimbleya. Ed pomaga mieszkańcom Lioru w ewakuacji, a jedynym zdolnym Alowi pomóc jest Scar. Śmiertelnie postrzelony przez żołnierzy rozmawia z Lust, która była mu bardzo bliska, zanim została homunkulusem. Umierając, uaktywnia krąg alchemiczny, który stworzył i poświęcając żołnierzy w mieście, zamienia zbroję Alphonse'a w Kamień Filozoficzny. | |                      |                   |
| 43 | Pies na Wolności Norainu wa Nigedashita (野良犬は逃げ出した) | 31 lipca 2004        | 12 kwietnia 2007  |
| Ed i Al są ścigani przez armię. | |                      |                   |
| 44 | Świetlisty Hohenheim Hikari no Hōenhaimu (光のホーエンハイム) | 7 sierpnia 2004      | 13 kwietnia 2007  |
| Lyra i Rose schodzą po sekretnych schodach w starym kościele. Hohenheim, ojciec Edwarda i Alphonse'a, przybywa do Risembool, po czym postanawia zobaczyć się z liderem homunkulusów. | |                      |                   |
| 45 | Niszczejące Serce Kokoro o Rekkasaseru Mono (心を劣化させるもの) | 21 sierpnia 2004     | 14 kwietnia 2007  |
| Zostaje ukazana historia Hohenheima i Dante. | |                      |                   |
| 46 | Transmutacja Człowieka Jintai Rensei (人体錬成) | 28 sierpnia 2004     | 15 kwietnia 2007  |
| Shou Tucker proponuje Alphonse'owi pokazanie, jak używa się Kamienia Filozoficznego w zamian za użycie go do wskrzeszenia jego córki, Niny. Tymczasem Lust proponuje Edwardowi pomoc w zamian za przywrócenie jej człowieczeństwa. | |                      |                   |
| 47 | Unicestwienie Homunkulusa Homunkurusu Fūin (ホムンクルス封印) | 4 września 2004      | 16 kwietnia 2007  |
| Edward, Sloth, Lust i Wrath są w starej fabryce, gdzie Alphonse spotkał się z Tuckerem. Ed i Al muszą stawić czoła temu, co stworzyli. Wrath, przejąwszy od Edwarda włosy z prawdziwego ciała Lust, kończy jej żywot. | |                      |                   |
| 48 | Żegnaj Sayōnara (さようなら) | 11 września 2004     | 17 kwietnia 2007  |
| Edward ostatecznie unicestwia Sloth. Envy pod postacią Winry porywa Alphonse'a. W Centrali bracia Tringham, którzy muszą dostarczyć Edwardowi pewną ważną rzecz, zostają wzięci za braci Elric i uwięzieni. Frank Archer pojawił się ze zbroją automatyczną zastępującą mu jego lewą połowę ciała. Ed i Mustang odbywają wspólną przejażdżkę samochodem. | |                      |                   |
| 49 | Po Drugiej Stronie Bramy Tobira no Mukō e (扉の向こうへ) | 18 września 2004     | 18 kwietnia 2007  |
| Edward odkrywa podziemne miasto dzięki kartce z dziennika Nasha Tringhama i spotyka się z Dante, która weszła w Lyrę przed śmiercią Greeda. Wysyła Edwarda na drugą stronę Bramy. | |                      |                   |
| 50 | Śmierć Shi (死) | 25 września 2004     | 19 kwietnia 2007  |
| Edward trafił do Londynu podczas I Wojny Światowej. Sterowce bombardują miasto, alchemik pierwszy raz widzi latające maszyny. Nie działa tutaj alchemia. Zamiast niej, rozwinięto tu fizykę i technikę. Po rozmowie z ojcem, którego też wysłała tu Dante wcześniej, trafia w niego jeden ze sterowców. Tymczasem Frank Archer wyrusza w stronę domu marszałka, gdzie jest już Mustang walczący z Pride'm – Kingiem Bradleyem. Dante przywołuje ponownie Bramę, by cienie zabrały od Wratha rękę i nogę należące do Edwarda. Wkrótce po tym powraca sam Edward, który wdaje się w walkę z Envim, który przybiera różne postacie, chcąc psychicznie osłabić Edwarda. Ten każe mu pokazać swoją prawdziwą twarz. Okazuje się, że Envy to syn Dante i Hohenheima, który zmarł 500 lat temu na skutek zatrucia rtęcią. Zszokowany Ed zostaje zabity przez Enviego. | |                      |                   |
| 51 | Monachium 1921 Myunhen 1921 (ミュンヘン1921) | 2 października 2004  | 20 kwietnia 2007  |
| Selim przynosi Bradleyowi coś, co on krył sejfie w obawie przed pożarem. Okazuje się, że była to czaszka, która należała do Pride'a przed zmianą. Pomógł tym samym Mustangowi w unicestwieniu Pride'a, niestety przypłaca to życiem. Przybywa Archer, który rani Mustanga. Zostaje zastrzelony przez Rizę Hawkeye. Tymczasem Alphonse wskrzesza Edwarda i przywraca mu jego rękę (i najprawdopodobniej nogę również), poświęcając siebie. Envy przedostaje się na drugą stronę Bramy. Edward przywraca duszę Alphonse'a do jego ciała, samemu pojawiając się znowu w Londynie. Dante zostaje pożarta przez Gluttony'ego. Wrath dostaje od Winry protezy. Al jedzie z Izumi doskonalić sztukę alchemii, a Ed jedzie uczyć się w Rumunii. Tu nie kończy się historia alchemików, zakończenie ukazane jest w filmie Conqueror of Shambala                         | |                      |                   |